# Carol I al Angliei
Carol I al Angliei (în engleză Charles I of England), (n. 19/29 noiembrie 1600, Dunfermline Palace⁠(d), Scoția, Regatul Unit – d. 30 ianuarie/9 februarie 1649, Londra, Regatul Angliei) a fost regele Angliei, Scoției și Irlandei din 27 martie 1625 până la execuția sa din ianuarie 1649.
Carol a fost cel de-al doilea fiu al regelui Iacob al VI-lea al Scoției. Din anul 1603, când tatăl său a devenit și rege al Angliei și Irlandei, s-a mutat în Anglia, iar aici și-a petrecut cea mai mare parte a vieții. Din anul 1612, urmare a morții premature a fratelui său mai mare, Henric Frederick, Prinț de Wales, a devenit moștenitorul tronului Angliei, Irlandei și Scoției. A fost căsătorit cu Henrietta Maria a Franței din anul 1625, după o tentativă nereușită, din anul 1623, de a se căsători cu infanta Maria Anna a Spaniei. Negocierile pentru căsătoria cu infanta Spaniei au culminat cu o vizită de opt luni al curții engleze în Spania, dar tratativele au eșuat datorită opoziției papei Urban al VIII-lea și datorită refuzului lui Carol de a se converti la catolicism.
După încoronare, Carol, care a fost adeptul puterii divine și absolute a regalității, s-a aflat într-o permanentă luptă cu Parlamentul, care încerca să-i reducă prerogativele de conducător absolut. În prima fază a domniei sale, a dus o luptă dură pentru putere cu Parlamentul, pe care de altfel l-a și dizolvat la 10 martie 1629. Văzând tendințele sale absolutiste, mai ales în modul de a impune taxe fără aprobare, Parlamentul s-a opus regelui Carol I al Angliei. O altă cauză de conflict cu societatea engleză a fost și politica sa religioasă: ostil atât fundamentalismului cât și tendințelor reformatoare, și adoptând calea de mijloc, regele Carol I al Angliei  a fost acuzat de supușii săi că ar fi filo-catolic, favorizează catolicismul și se opune reformei Bisericii Anglicane.Tensiunile politice și religioase cumulate în decursul anilor, au explodat în războiul civil englez: împotriva lui s-au ridicat forțele Parlamentului, care  se opunea tentativelor sale de centralizare a puterii în sens absolut. Alături de Parlament s-au aliat Puritanii, ostili politicii sale religioase. Războiul s-a încheiat cu înfrângerea regelui Carol I al Angliei, care a fost prins, judecat sub acuzația de trădare, condamnat la moarte și executat la 30 ianuarie 1649. Monarhia a fost abolită și în locul ei a fost instituită o republică. Aceasta însă, după moartea liderului ei principal (capul revoluției, care l-a detronat pe Carol), Oliver Cromwell, a intrat în criză, consimțind ca regele Carol al II-lea, fiul lui Carol I, să restaureze monarhia. Carol I al Angliei este sanctificat  de Biserica Anglicană, care-l amintește pe 30 ianuarie.

## Tinerețea

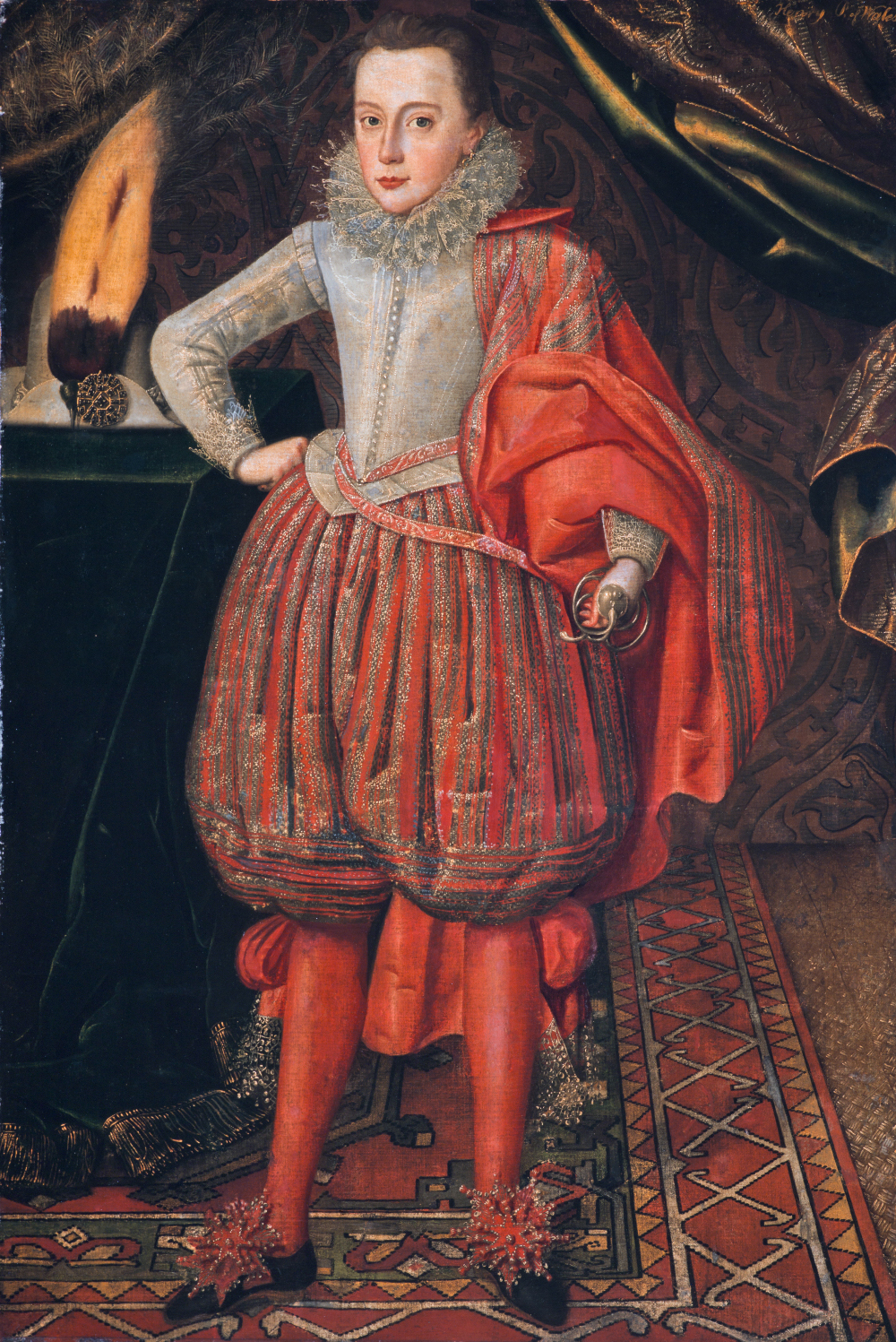
Portret de Robert Peake cca.1610

Carol, al doilea fiu a lui Iacob I al Angliei și a lui Anne a Danemarcei, s-a născut la castelul Dunfermline în 19 noiembrie 1600. De constituție slabă și bolnăvicios, la trei ani nu știa să vorbească. La moartea  Elisabetei I, tatăl său devine rege, iar copilul din cauza sănătății precare, rămâne în Scoția. Anul următor sosește în Anglia, unde datorită îngrijirii lui Lady Carey, căruia îi fusese încredințat, învață să meargă și să vorbească. Carol, nu era iubit ca fratele său Henric, pe care el însuși îl adora și încerca să-l imite. În 1605, cum se obișnuia cu al doilea născut al regelui, primește titlul de Duce de York în Anglia, iar cu doi mai devreme primise titlul de Duce de Albany, în Scoția. La moartea fratelui său de febră tifoidă în 1612, Carol devine moștenitorul tronului Angliei, primind titlul de prinț de Galles, iar în 1616 devine conte de Chester. După căsătoria surorii sale Elisabeta și plecarea ei la Heidelberg, este singurul copil al cuplului regal rămas în Anglia. Noul prinț de Galles a fost foarte influențat de George Villiers, Duce de Buckingham, favoritul tatălui său. În 1623, Carol și ducele de Buckingam pleacă în Spania în vederea tratativelor pentru căsătoria lui Carol cu infanta Maria Anna, fiica lui Filip al III-lea, dar misiunea s-a încheiat cu un eșec, deoarece regele dorea convertirea lui Carol la religia romano-catolică. La întoarcerea în Anglia, cei doi îi propun lui Iacob I să pornească război împotriva Spaniei (era în plină desfășurare Războiul de Treizeci de Ani). Încurajat de consilierii săi protestanți, Iacob I a convocat Parlamentul pentru a cere ajutor financiar pentru război și pentru a cere aprobarea căsătoriei dintre Carol și Maria Henrietta a Franței. Parlamentul a votat aceste decizii, dar în același timp a criticat decizia precedentă a unei uniuni cu Spania. Pentru Iacob I, care începuse să arate semne de declin senil, era extrem de dificil să țină Parlamentul sub control, problemă cu care se va confrunta și Carol în timpul domniei. În ultimul an de viață a lui Iacob I, de fapt Carol și ducele de Buckingham dețineau puterea.

## Prima parte a domniei

### Încoronarea și căsătoria

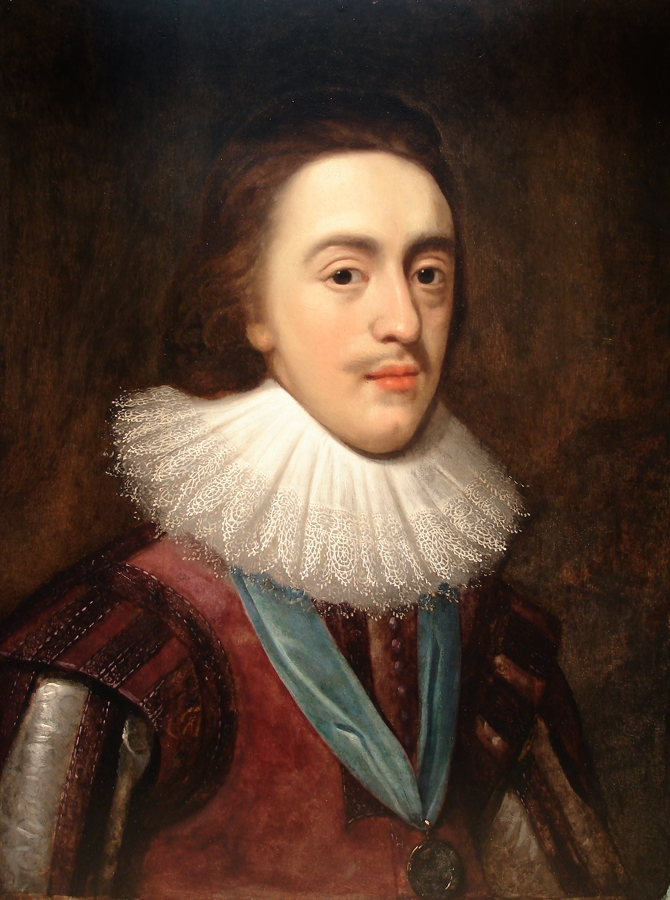
Tânărul Carol I

Carol a urcat pe tron în martie 1625 și la 1 mai s-a căsătorit prin procură cu Maria Henrietta, mai tânără decât el cu nouă ani. Carol o văzuse pe Maria Henrietta la Paris, în timpul călătoriei în Spania. Cuplul s-a căsătorit  apoi în 13 iunie 1625 în Canterbury . Carol a întârziat întrunirea cu Parlamentul până după cea de-a doua căsătorie, pentru a evita orice opoziție. La prima sesiune a Parlamentului, mulți membrii erau contrariați de această căsătorie cu o romano-catolică, temându-se că regele va elimina restricțiile impuse catolicilor și că va submina poziția oficială a bisericii anglicane. Deși el a promis Parlamentului că nu va atenua restricțiile impuse catolicilor, el a promis exact contrariul, în contractul secret de căsătorie cu Ludovic al XIII-lea al Franței. Mai mult, el a plasat sub comanda franceză o forță navală engleză, care putea fi folosită împotriva protestanților din La Rochelle. Carol a fost încoronat la 2 februarie 1626, la catedrala Westminster Abbey, de arhiepiscopul George Abbot, dar soția nu-i era alături, pentru că refuzase să participe la o ceremonie religioasă protestantă. Neîncrederea față de politica religioasă a lui Carol, a crescut considerabil datorită lui Richard Montague. Acesta a scris un pamflet împotriva învățăturilor lui Calvin, care a atras imediat ostilitatea Puritanilor. Un membru Puritan al Camerei Comunelor, John Pym, în timpul dezbaterilor, a atacat pamfletul defăimător a lui Montague, iar acesta drept răspuns a scris alt pamflet Appello Caesarem, (Fac apel la Cezar), aluzie la apelul sfântului Paul împotriva persecutării evreilor. Pentru a-l apăra pe Montague, Carol I îl face capelan regal și îl ia sub protecția sa, ceea ce face ca ostilitate Puritanilor să devină și mai mare.

### Politica externă

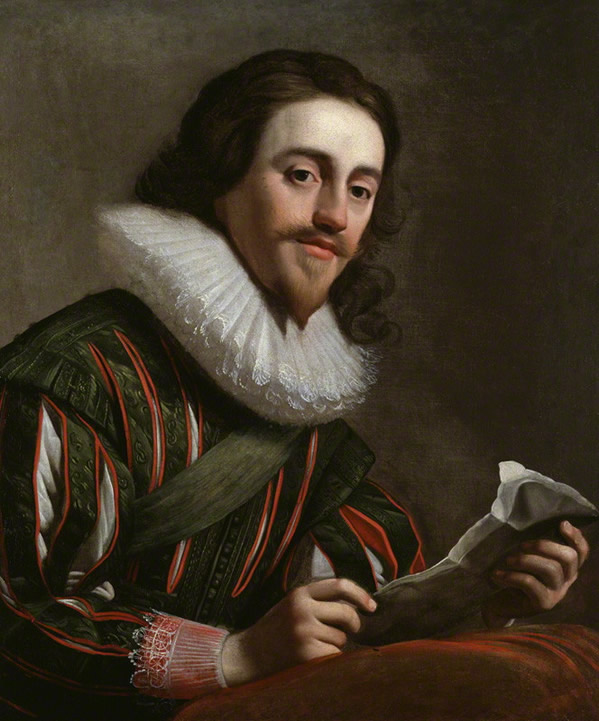
Portret de Gerrit van Honthorst 1628

La începutul domniei, politica externă era preocuparea principală a lui Carol. Frederic al V-lea, soțul surorii sale Elisabeta, unul din protagoniștii primei faze a Războiului de treizeci de ani, pierdu-se posesiunile din Boemia și Palatinat și era de așteptat ca tânărul rege să intre în război împotriva suveranului Spaniei, pentru a face presiuni asupra Împăratului,(cele două ramuri ale Habsburgilor erau aliate în timpul conflictului). Carol a anunțat Parlamentul că Anglia va elibera Palatinatul și va intra în război. Decât o implicare directă în războiul de pe uscat, Parlamentul englez a preferat interceptarea și capturarea navelor spaniole încărcate cu aur, ce se întorceau din Lumea Nouă. Astfel Parlamentul i-a acordat lui Carol I o subvenție de 140000 de lire sterline, care era insuficientă pentru planurile sale de război. În afară de aceasta, Parlamentul i-a acordat lui Carol dreptul de a colecta două taxe importante, doar pe timp de un an, chiar dacă din timpul lui Henric al VI-lea al Angliei, suveranii aveau drept pe viață la aceste taxe. În acest fel, Camera Comunelor spera să controleze puterea lui Carol I, acesta fiind constrâns să ceară aprobarea Parlamentului în fiecare an. Susținătorii lui Carol în Camera Lorzilor, conduși de Buckingham, au refuzat să voteze, astfel Carol a continuat să încaseze taxele, chiar dacă nu avea nici o aprobare oficială. Prost concepută și din cauza slabei experiențe militare a lui Buckingham, expediția navală împotriva Spaniei se conclude cu un eșec. În mai 1626, Carol îl numește pe Buckingham, Cancelar la Universitatea din Cambridge și doi membrii care s-au arătat a fi în dezacord, Dudley Digges și Sir John Eliot, au fost arestați. Camera Comunelor a fost revoltată de arestarea celor doi, iar după o săptămână au fost eliberați. În 12 iunie 1626, Camera Comunelor a lansat un protest direct împotriva lui Buckingam, cerând înlăturarea lui, dar Carol refuză să-l înlăture pe prietenul și consilierul său. După puțin timp Carol a suscitat noi polemici, când a încercat strângerea banilor necesari războiului, printr-un "împrumut forțat", un impozit conceput fără aprobarea Parlamentului. Carol a reușit să strângă banii necesari, anunțând o iminentă invazie a spaniolilor. Banii au finanțat un alt eșec al ducelui de Buckingham. Acesta, aflat la conducerea unei flote navale, a debarcat în Insula Regelui, unde spera să creeze o bază, pentru a ataca porturile din Spania și Franța. Dar trupele promise în ajutor nu au ajuns, iar el a fost nevoit să se retragă. În 26 martie 1628, Parlamentul a aprobat Petiția dreptului, prin care regele nu putea percepe taxe fără aprobarea Parlamentului, impune legea marțială civililor, civilii nu puteau fi închiși fără a fi judecați. Carol a fost nevoit să semneze în 7 iunie, dar până la sfârșitul lunii, printr-o prorogă a Parlamentului, și-a reluat dreptul de a încasa taxele vamale fără autorizația Parlamentului. În 23 august 1628, deja înconjurat doar de dușmani, Buckingham a fost asasinat. După cum a spus Eduard Hyde, primul conte de Clarendon, "regele s-a aruncat pe pat și a plâns amarnic" și a rămas închis în camera lui două zile. Poporul în schimb, a fost bucuros de moartea ducelui. Moartea lui Buckingham a accentuat prăpastia dintre curte și popor și dintre coroană și Camera Comunelor. Cu toate că moartea lui a pus capăt războiului cu Spania, nu a pus capăt conflictelor dintre Carol și Parlament. În schimb a dus la o îmbunătățire a relaților dintre Carol și Maria Henrietta, care în noiembrie au pus capăt certurilor. Poate Carol și-a transferat legăturile emoționale de la Buckingham la Maria Henrietta. Ea a rămas pentru prima oară însărcinată și legătura dintre ei a devenit tot mai puternică. Împreună au întruchipat imaginea virtuții și a vieții de familie, iar curtea lor a devenit model de formalism și moralitate.

## Guvernul personal

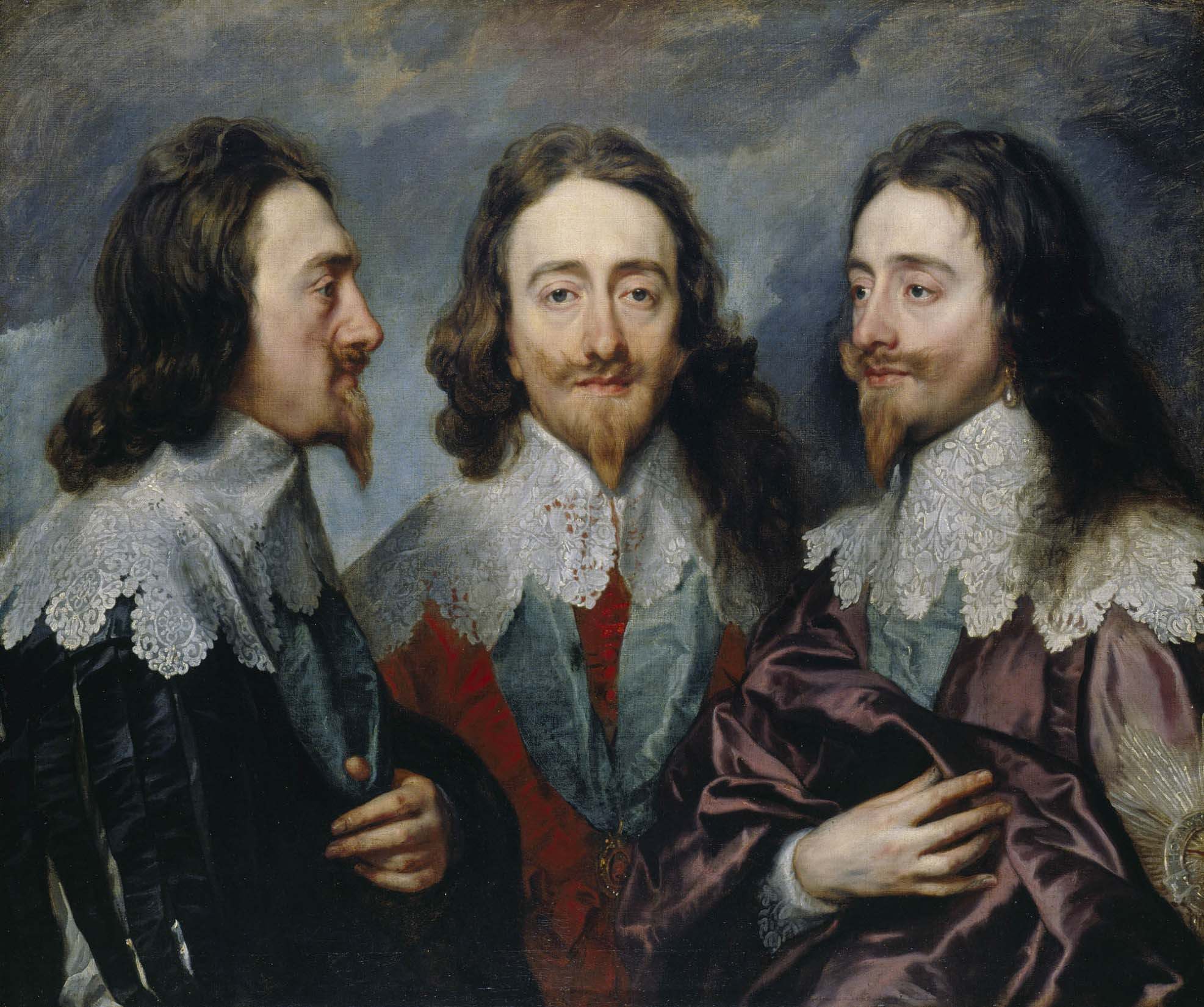
Triplu portret a lui Carol I de Antoon van Dyck

În ianuarie 1629 Carol I a deschis a doua sesiune a Parlamentului englez, care fusese prorogat în iunie 1628, cu un discurs moderat cu privire la tonnage and poundage. Membrii Camerei Comunelor și-au exprimat dezaprobarea față de politica dusă de Carol, în lumina cazului lui John Role, un membru al Parlamentului, a cărui bunuri au fost confiscate din cauza incapacității de a plătii taxa tonnage and poundage. Numeroși membrii ai Parlamentului erau de părere că impunerea impozitului era o încălcare a Petiției dreptului, care împiedica confiscarea bunurilor fără acordul Parlamentului. Când speaker-ul Camerei Comunelor , sir John Finch, la ordinul regelui, a amânat următoarea sesiune până în luna martie, numeroși deputați l-au atacat verbal și amenințat, iar alții au închis aula, forțându-l pe acesta să continue sesiunea. Un deputat a citit o scrisoare, în care condamna politica suveranului în privința arminianismului, colectarea taxelor și a catolicismului. Acesta a declarat că cine plătea impozitele fără acordul Parlamentului, era un dușman și un trădător al patriei. Pentru Carol I,( care deja amenințase că va guverna singur, fără ședințele indisciplinate ale Parlamentului), era prea mult și a decis dizolvarea parlamentului. Puțin mai târziu a început tratativele de pace cu Franța cardinalului Richelieu și cu Spania contelui Olivares. Perioada de unsprezece ani care a urmat dizolvării Parlamentului, a fost numită Tirania celor unsprezece ani sau Personal Rule. Carol I a guvernat fără sprijin parlamentar ca suveran absolut.

### Dificultăți economice

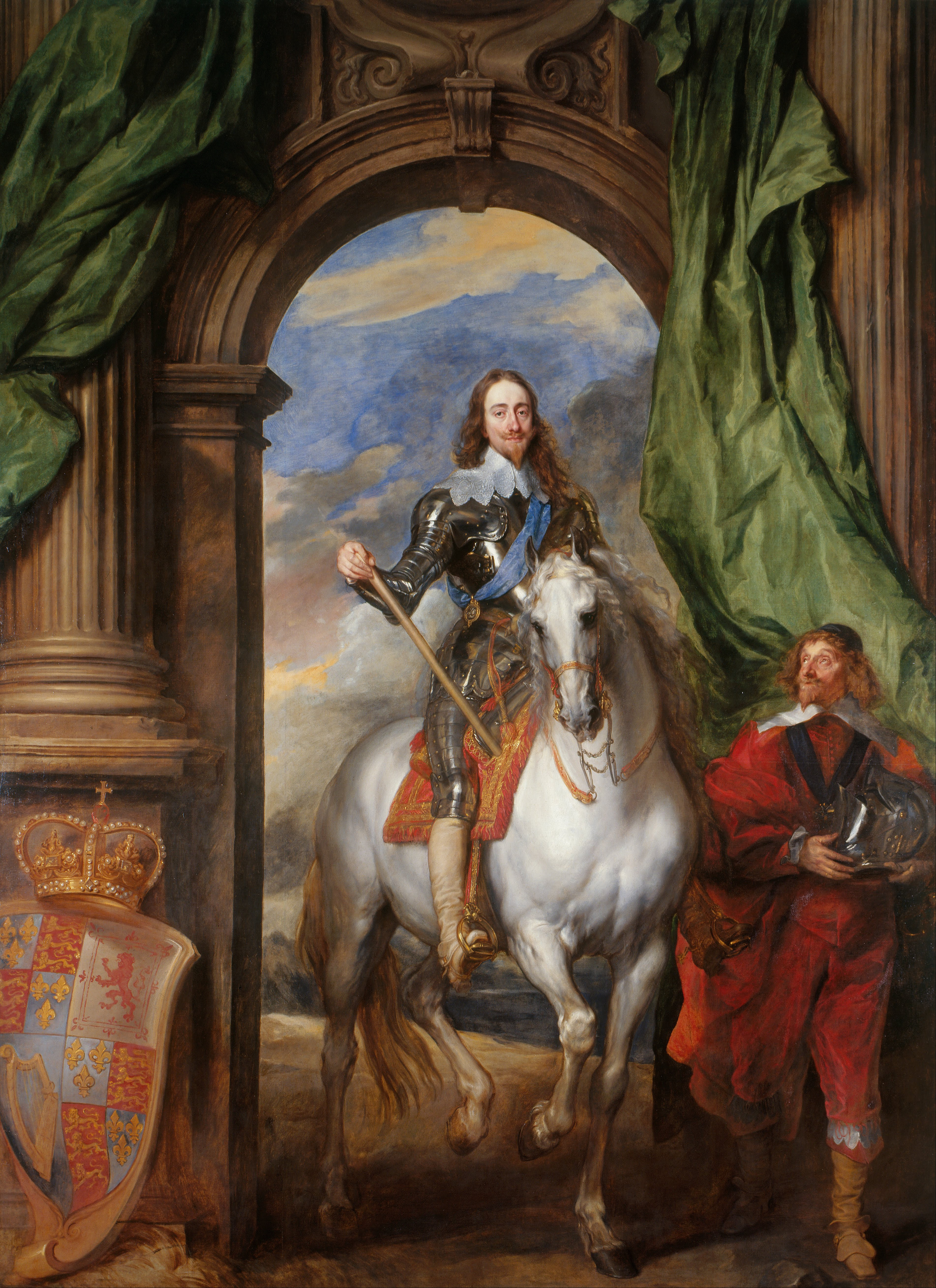
Carol I cu M. de St. Antoine, maestrul său de echitație, de Antoon van Dyck, 1633

Încheiată pacea cu Franța și Spania și dizolvat Parlamentul, Carol a trebuit să se dedice consolidării financiare. A decis să și-l alăture pe Richard Weston, I conte de Portland, pe care l-a făcut Lord Trezorier. Prima măsură adoptată de Carol, a fost reintroducerea unei legi antice, din 1279, în baza căreia erau amendați toți gentilomii care, invitați, nu s-au prezentat pentru a fi aleși cavaleri cu ocazia încoronării, sau a nașterii unuia dintre copiii regelui. Se obișnuia ca la încoronarea regelui, să fie aleși câțiva proprietari de pământ, dintre cei care posedau terenuri în valoare de cel puțin patruzeci de sterline, pentru a fi numiți cavaleri ai armatei regale. Au fost amendați toți cei care nu s-au prezentat la încoronarea din 1626. În 1635 visteriile regale au încasat peste 170000 de sterline, doar din colectarea taxelor pentru numirea de cavaler. În 1634 regele a impus (cu un writ) o nouă taxă Ship money, o taxă în bani în favoarea marinei militare, pentru apărarea coastelor și a navelor comerciale. Chiar dacă Anglia nu era în război, era de importanță primară constituirea unei flote navale puternice și eficace. În acei ani, ciocnirile navale între olandezi și spanioli erau foarte frecvente, la fel și invaziile piraților pe coastele engleze. Regele a impus ca toate orașele portuare să furnizeze o navă de război, sau să plătească costul acesteia. Anul următor ordinul s-a extins și în restul orașelor din internul țării.

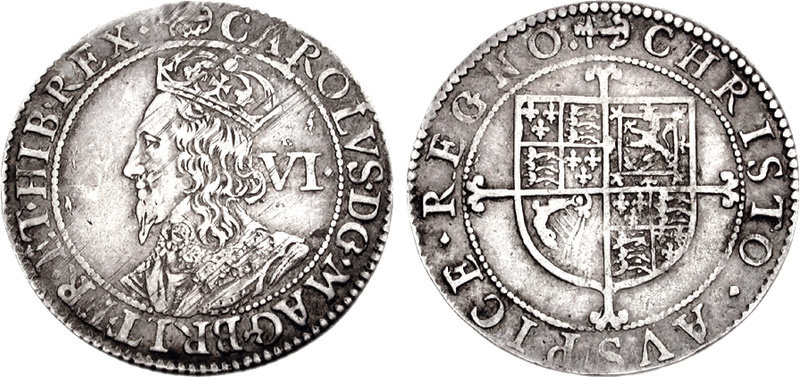
Monedă de 6 pence din timpul lui Carol I

Ship Money, plătită direct Trezoreiei Marine, a adus visteriilor regale între 150000 și 200000 de sterline anual în perioada 1634-1638, după care a scăzut. Nemulțumirea creștea în toate straturile sociale, dar cei doisprezece judecători de drept comun ai Angliei, au declarat că taxa era una din prerogativele regelui. Carol, cu o asprime considerabilă, a strâns fonduri și de la nobilimea scoțiană, prin Actul de Revocare(1625), prin care toate terenurile dăruite de coroană nobilimii din 1540, au fost revocate și pentru a avea dreptul de proprietate, trebuia plătită o chirie anuală.

## Conflicte religioase

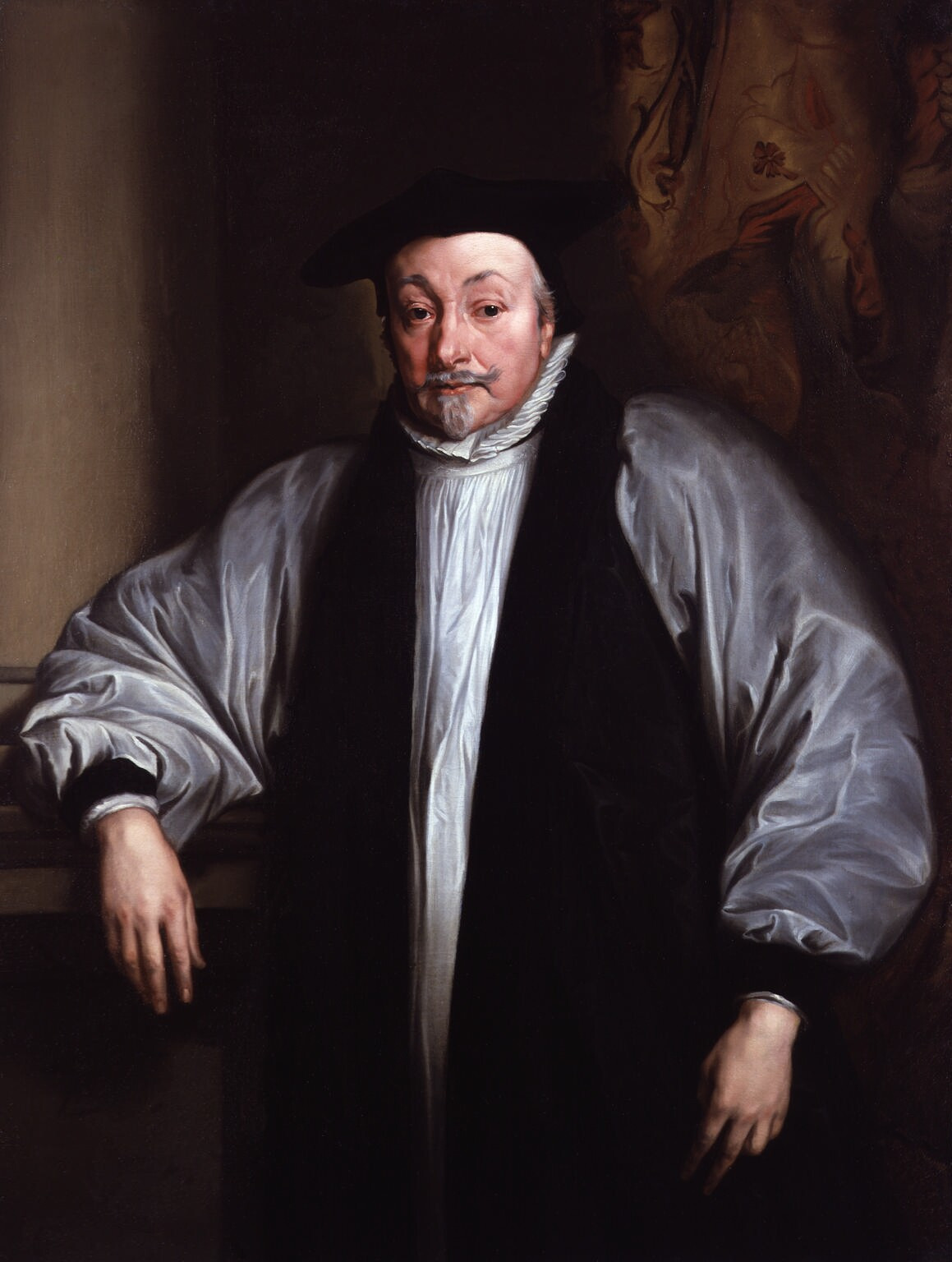
Arhiepiscopul William Laud de Antoon van Dyck

Carol a încercat să poarte Biserica Anglicană, în prevalență calvinistă, spre o viziune mai tradițională și sacramentală. Intenția sa, a fost percepută de Puritani ca o tendință nerelegioasă. În 1633, Carol îl numește pe William Laud, Arhiepiscop de Canterbury. Împreună, cu intenția de a purta bisericii ordine, autoritate și prestigiu, au făcut o serie de reforme, care au rezultat în mare parte impopulare. Pentru a asigura o unitate religioasă, Laud a înlăturat toți predicatorii non-conformiști și ultimile organizații cu caracter puritan. În afară de aceasta, Laud contrar spiritului reformat, foarte răspândit între preoții englezi și scoțieni, considera că trebuia abolit complet calvinismul, în favoarea unei liturghii anglicane. Liturghia trebuia celebrată cum era prevăzut în Book of Common Prayer, iar arhitectura internă a Bisericii Anglicane trebuia reorganizată astfel încât să sublinieze sacramentul altarului. Laud era și un adept activ al arminianismului, promovat de Iacob Arminius. Pentru a-i pedepsi pe cei care se opuneau deciziilor sale, Laud s-a servit de două dintre cele mai temute organizații religioase din acea epocă Court of High Commission și Court of Star Chamber, care aveau rolul de a aduna mărturiile, chiar cu ajutorul torturii și de a pedepsi vinovații. Court of High Chamber avea și puterea de a da condamna la moarte și de a executa condamnații. Numeroși clerici și laici au fost trimiși la judecată, deseori au fost găsiți vinovați și condamnați la închisoare sau la moarte. Mărturisirile de vinovăție, erau de multe ori smulse cu ajutorul torturii. O mare parte a adversarilor lui Laud au preferat să plece în exil, decât să rămână în țară persecutați și rău văzuți. În perioada reorganizării religioase a lui Laud, au plecat primele grupuri masive de coloniști în Noua Anglie. Primii ani ai guvernului personal a lui Carol au fost caracterizați de pace și de un buget echilibrat. Totuși au fost mulți cei care s-au revoltat legilor impuse de suveran și restricțiilor religioase a lui Laud: în 1634, a plecat o navă plină de disidenți religioși, printre care celebra teoloagă puritană Anne Hutchinson.

### Intervenția în Scoția

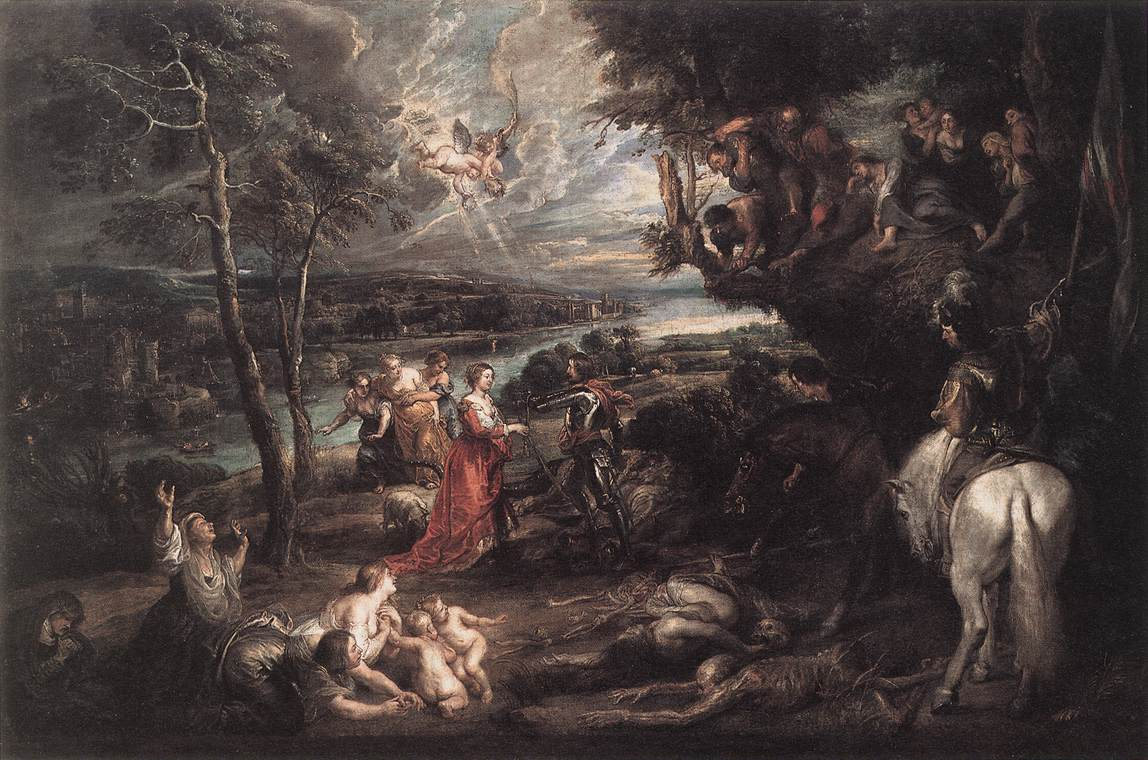
Carol I pictat ca Sfântul Gheorghe de Rubens, cca. 1629-1630

Când Carol a încercat să impună politica sa religioasă în Scoția s-a confruntat cu numeroase dificultăți. Deși s-a născut în Scoția, Carol s-a înstrăinat de partea de nord a țării, iar prima lui vizită a făcut-o în 1633 cu ocazia încoronării în Scoția. Acompaniat de Laud, în timpul călătoriei au văzut în ce stare era Biserica Scoției. Ceremonia nu era la fel în toate bisericile, iar pământurile erau de multe ori deținute de laici. Spre exasperarea scoțienilor, care eliminaseră multe ritualuri tradiționale din practica lor liturgică, Carol a insistat să fie încoronat cu ritualul anglican. În 1637, dorind să facă ordine și în Biserica Scoției, Carol a ordonat utilizarea unei noi cărți de rugăciuni, care era aproape identică cu cartea de rugăciuni engleză Book of Common Prayer, fără a consulta Parlamentul sau Biserica Scoției. Deși era scrisă de episcopi scoțieni, după directivele lui Carol, mulți scoțieni au rezistat, văzând noua carte de rugăciuni ca o impunere a anglicanismului. Nemulțumirea a fost considerabilă și toate deciziile lui Laud au fost refuzate. Astfel în noiembrie 1638, Adunarea generală a Bisericii din Scoția, a condamnat noua carte de rugăciuni și a abolit guvernul scoțian condus de episcopi, în favoarea unui guvern presbiterian. Această hotărâre a fost văzută de Carol, ca un afront la autoritatea sa. La Edinburgh, un grup de aristocrați, comercianți, clerici și membrii din popor, au format un comitat de opoziție numit Convenția. Când în 1639 au izbucnit  Războaiele episcopilor, Carol a încercat să adune taxele și să formeze o armată, dar nimic nu a ieșit cum sperase. Războiul s-a încheiat cu umilitoarea pace de la Berwick, prin care Scoția a obținut libertăți religioase și civile. Eșecul lui Carol în gestiunea militară a problemelor cu Scoția, a dus la o criză financiară care a pus capăt guvernării sale absolutiste. În 1640 Carol a fost constrâns să reunească Parlamentul pentru a strânge noi fonduri.

## Parlamentul „Scurt” și „Lung”
În 1640 armata Convenției obține importante succese militare: scoțienii au învins armatele engleze și au cucerit orașele Newcastle, Northumberland, Durham și se pregăteau să mărșăluiască spre York. Fără alte alternative, în aprilie 1640, Carol a convocat Parlamentul. Pentru a obține banii necesari operațiunilor militare, a anulat ship money. Dar când Parlamentul a formulat acuzații asupra unora dintre deciziile suveranului, în timpul celor unsprezece ani de guvernare absolută și a blocat temporar subvențiile, Carol l-a dizolvat după doar trei săptămâni de activitate. De aceea, această convocare a Parlamentului, a primit numele de Parlamentul cel Scurt. Între timp Carol a încercat să-i învingă pe scoțieni , dar din nou a suferit înfrângeri grele. A fost nevoit să semneze o pace umilitoare cu Tratatul de la Ripon, care în octombrie a pus capăt celui de-al doilea război al episcopilor. 

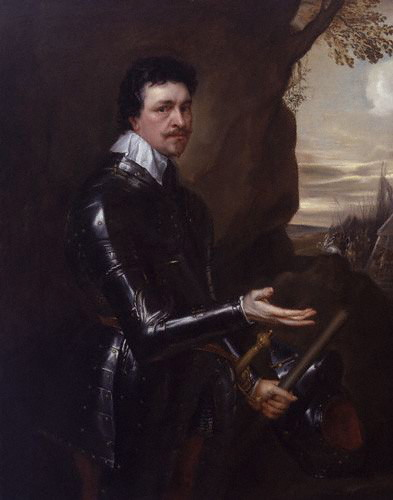
Strafford, unul dintre consilierii lui Carol I

 După repetatele înfrângeri, Strafford, Lord Adjunct al Irlandei din 1628, devine mâna dreaptă a lui Carol. Inițial, contrar regelui, în 1628 i s-a alăturat, convins de Buckingham și a fost unul dintre cei mai influenți miniștrii a lui Carol I, alături de Land . Carol a decis să convoace Magnum Concilium, sau Great Council la care erau chemați să participe toți capii bisericii și cea mai mare parte a proprietarilor de terenuri.  Nu se întâmplase de secole. În urma întrunirilor cu aceștia, Carol decide convocarea Parlamentului pentru a doua oară. Astfel a început Parlamentul cel Lung. Parlamentul cel Lung, constituit în 3 noiembrie 1640 s-a dovedit imediat ostil regelui. Dacă Camera Lorzilor era de partea suveranului, Biserica și alt grup condus de John Pym erau în dezacord cu politica lui Carol și au început procedurile pentru suspendarea consilierilor pentru înaltă trădare. Strafford a fost arestat în 10 noiembrie, iar Land în 18 decembrie. A doua zi a fost pus sub acuzare Keeper Finch, dar cu acordul regelui, acesta a fugit la Haga în 22 decembrie. De teamă că regele ar putea din nou dizolva Parlamentul, a fost prezentată o lege care excludea controlul regal asupra Parlamentului. Prin această nouă lege, numită Trienal Act, parlamentul trebuia convocat cel puțin o dată la trei ani, nu putea fi dizolvat mai devreme de cincizeci de zile, deputații erau cei care alegeau speaker-ii și permitea convocarea Parlamentului de către Lordul Păstrător al Marelui Sigiliu și a doisprezece colegi ai acestuia, în cazul în care regele nu-l convoca. Carol a fost nevoit să semneze în februarie 1641. În perioada care a urmat, Carol I a fost nevoit să reviziteze proiectele sale politice: ship money a fost abolită, la fel și taxa asupra refuzului rangului de cavaler. Star Chamber și High Commission au fost abolite. Strafford a devenit ținta principală a parlamentarilor, în special a lui John Pym. În 22 martie 1641 a fost judecat pentru înaltă trădare, Pym și aliații săi l-au găsit vinovat și l-au condamnat la moarte.

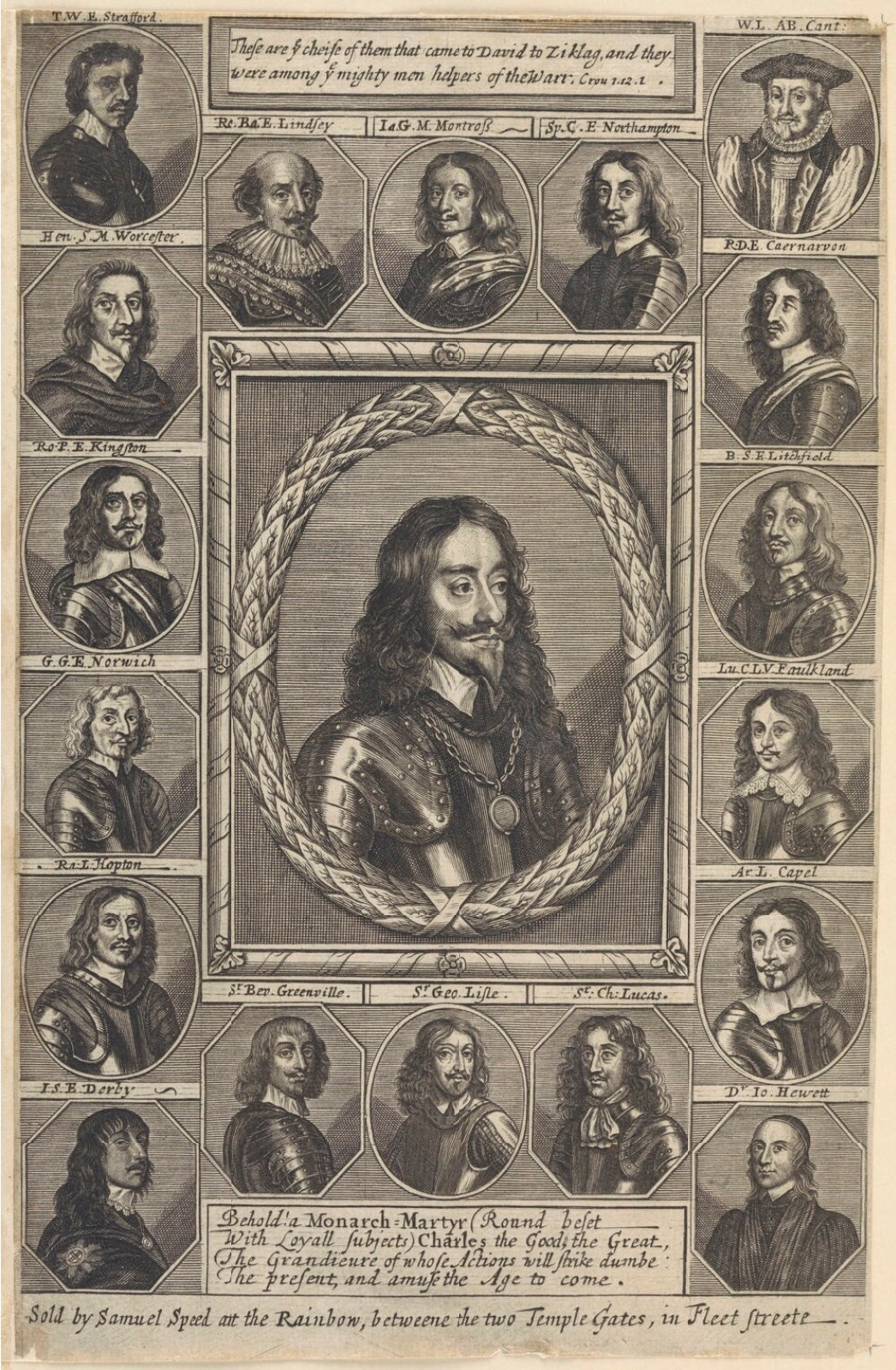
Carol I și susținătorii săi care au luat numele de cavaleri

Carol care deja se temea pentru el și familia sa, a fost nevoit să fie de acord, iar Strafford a fost decapitat pe 12 mai. William Laud, a rămas închis în Turnul Londrei în perioada 1641-1643, apoi eliberat, a fost judecat și executat în 10 ianuarie 1645. Cu toate acestea, Carol a reușit să facă pace cu Scoția, datorită faptului că a recunoscut religia presbiteriană. Călătoria sa în orașele Edinburgh și Glasgow a fost triumfală. Chiar dacă în Parlament și popor avea numai dușmani, Scoția era un aliat puternic. În timp ce se întorcea din călătoria în Scoția, în noiembrie 1641, Parlamentul a elaborat Mustrarea cea Mare,  o listă de greșeli de neiertat comise de Carol și de miniștrii și consilierii săi de la începutul domniei. Parlamentul s-a împărțit în două facțiuni, una favorabilă regelui, cealaltă contrară . La 23 noiembrie Mustrarea cea Mare a fost aprobată de Parlament, cu o strânsă majoritate. Imediat după aceea, regele și-a pus familia în siguranță și a părăsit Londra. Forțele Parlamentului au pus stăpânire pe oraș. Între timp situația la hotarele Irlandei devenise insuportabilă; era necesară pregătirea unei armate, pentru a înăbuși revolta irlandezilor. Totuși s-a decis să nu fie folosită armata regală, care ar fi putut fi folosită de Carol împotriva Parlamentului. Carol a protestat, dar a fost votată o lege Ordinul Miliției, care excludea posibilitatea de a încredința armata regelui. 
Când au fost descoperite scrisorile soției lui Carol, Maria Henrietta, în care se putea înțelege o posibilă alianță cu țările catolice din Europa, s-a decis arestarea reginei. Carol nu putea tolera așa ceva: la 4 ianuarie a năvălit în Parlament cu scopul de a aresta cei cinci membrii implicați. Când a cerut speaker-lui să-i indice cei cinci trădători acesta a răspuns: "nu am ochi să văd nici limbă să vorbesc, în afară de ceea ce această Cameră îmi va permite". A fost ultima picătură. Suveranul a fost nevoit să părăsească definitiv capitala, plecând în nordul țării pentru a încerca să adune o armată. În același timp regina a plecat la Paris.

## Războiul civil

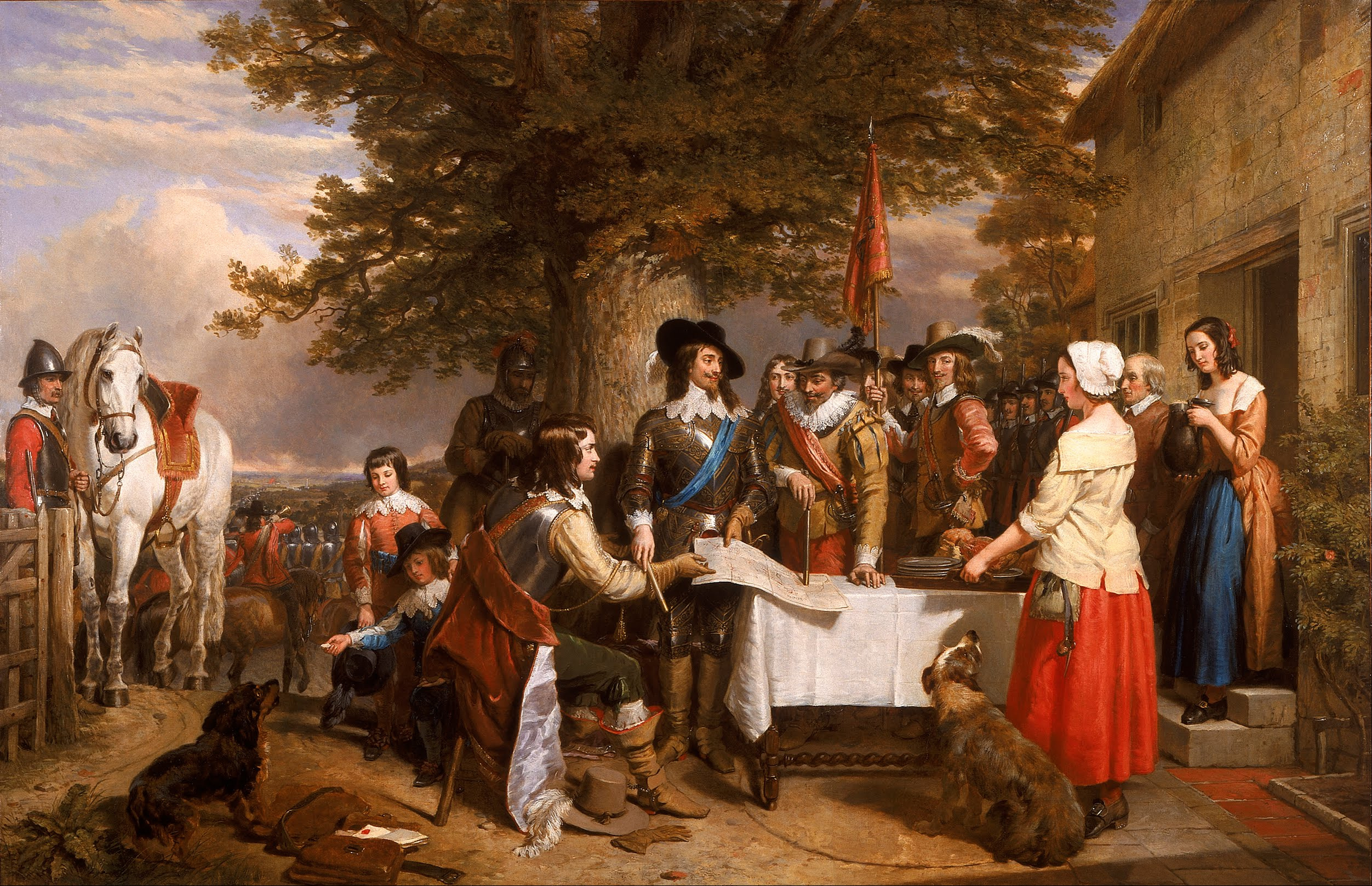
Un tablou din sec. XIX reprezentându-l pe Carol I (cu eșarfa albastră) înainte de bătălia de la Edgehill, 1642.

În toată țara atmosfera era încordată; populația era împărțită între susținătorii regelui și susținătorii parlamentului. Carol cu armata sa, finanțată în special de aristocrație, controla nordul și vestul țării, a căror orașe principale erau Nottingham și Oxford, iar Parlamentul controla Londra și sud-estul țării. După câteva negocieri inutile, a fost declarat războiul. În 23 octombrie 1642 are loc prima bătălie între cele două armate, în apropierea orașului Edgehill. La conducerea armatei regale, se afla nepotul acestuia Rupert, în timp ce Lord General al Parlamentului, era contele de Essex. Bătălia de la Edgehill nu a avut câștigători. Dacă la început cavaleria regală a pus pe fugă infanteria Parlamentului, după aceea, aceasta a reușit să țină piept atacurilor succesive. După această bătălie neconcludentă, au avut loc o serie de bătălii care au fost câștigate de Carol: la Chargrove Field în 18 iunie 1643, la Lansdowe (5 iulie), la Roundway Down (13 iulie).

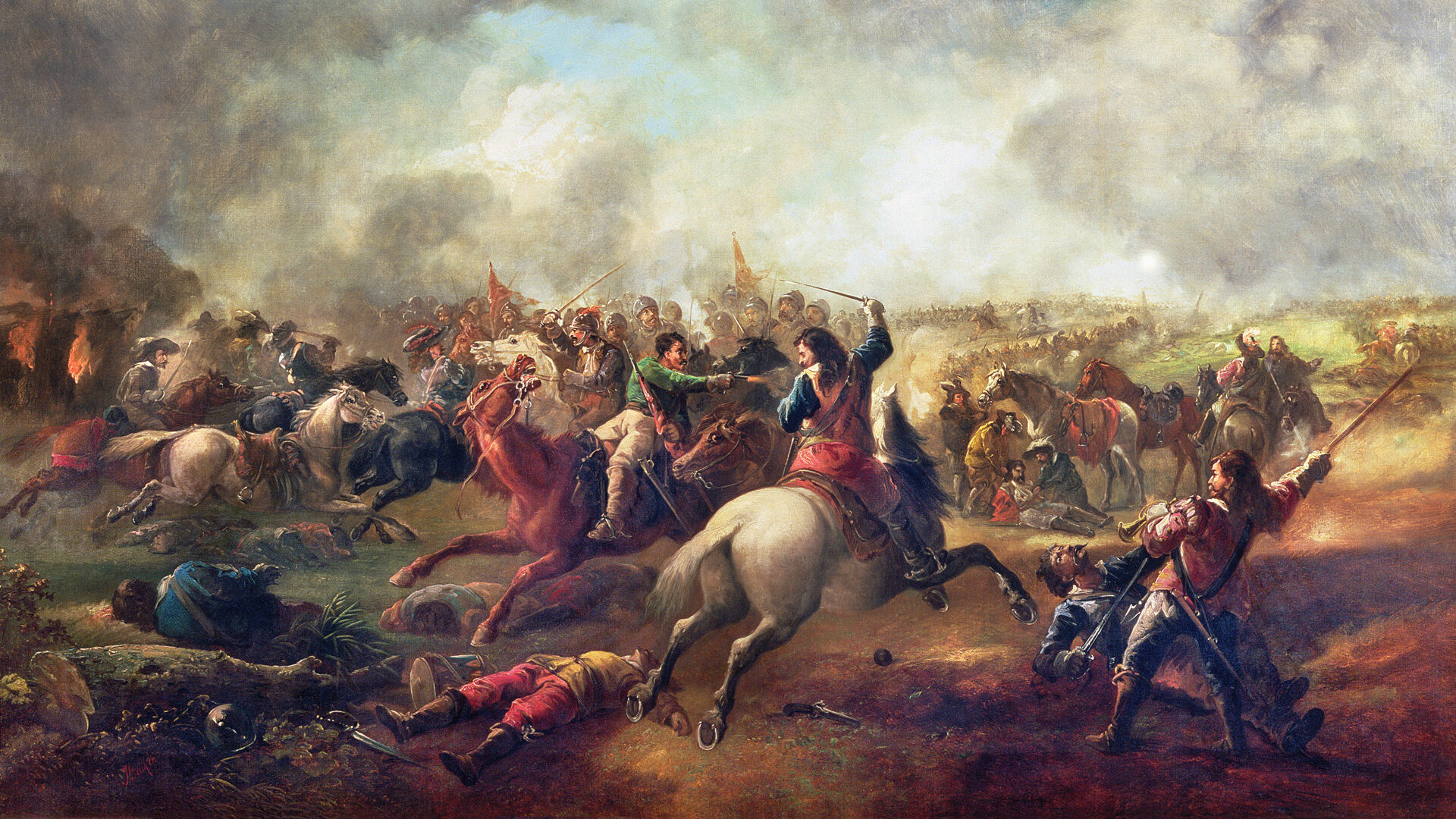
Bătălia de la Marston Moor de J. Baker

Dar în 2 iulie 1644 soarta războiului s-a întors în favoarea Parlamentului. Cu bătălia de la Marston Moor, armata Parlamentului, condusă de colonelul de cavalerie Oliver Cromwell, a învins trupele regale. Datorită acestei victorii, Parlamentul și-a extins controlul până în orașul York. Pe timpul iernii, ambele tabere s-au retras pentru a se reînarma și reorganiza. La sosirea verii, luptele au reînceput. În 2 iulie 1645 a avut loc una din cele mai importante bătălii, bătălia de la Naseby, în care trupele regelui au fost anihilate. Carol a fost nevoit să fugă la Oxford, care va fi asediat și cucerit, iar Carol va fi constrâns să fugă din nou. Învins, Carol a decis să se pună în mâinile vechilor aliați, scoțienii. Aceștia, după câteva tratative cu Parlamentul, în schimbul unei sume uriașe, au decis să-l predea pe rege, dușmanilor săi. Regele a fost escortat la Outlands, de unde a fost transferat la Londra, la Hampton Court. De aici, unde era recunoscut încă rege și trăia într-o liniște aparentă, a preferat să fugă. Inițial s-a gândit să meargă la soția sa, care era în Franța la curtea lui Ludovic al XIV-lea, dar s-a răzgândit și a plecat în insula Wight, pe coasta meridională a Angliei, unde a locuit la castelul Carisbrooke. Aproape de Parlament, dar departe de centrul de putere, Carol a putut începe delicatele tratative cu adversarii. Suveranul a renunțat la toate propunerile Parlamentului și a decis să se alieze din nou cu scoțienii, în schimb le-a promis că va impune religia prezbiteriană, (de probă) ca religie oficială în Anglia, pentru trei ani. Astfel a izbucnit cel de-al doilea război civil: zece mii de soldați scoțieni, conduși de generalul James Hamilton, au invadat Anglia. Odată cu invazia scoțienilor, regiunile Kent, Essex și Cumberland s-au revoltat puterii parlamentare. Puțin mai târziu s-a revoltat și Galles. Totuși scoțienii nu au știut să profite de aceste avantaje, și în 17 august 1648 a avut loc bătălia de la Preston. A fost un eșec total: mii de scoțieni au fost făcuți prizonieri, printre care și generalul Hamilton, care după un proces sumar, a fost condamnat la moarte cu acuzația de înaltă trădare și executat. După bătălie, toate orașele regaliste s-au predat, în afară de Colchester, care a fost luat cu asalt și cucerit puțin mai târziu.

## Procesul

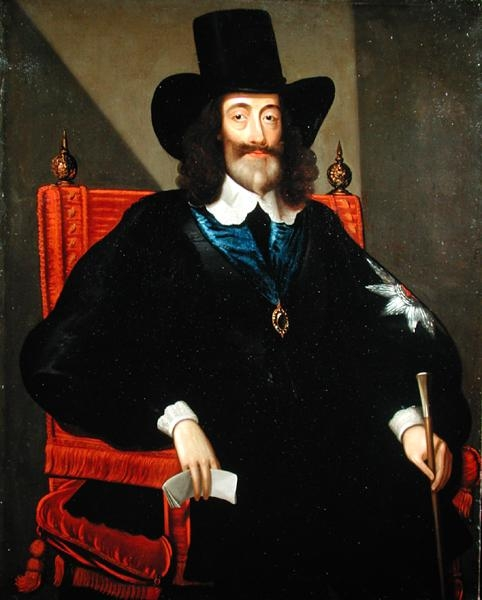
Carol I în timpul procesului. Are părul și barba lungă pentru că Parlamentul a refuzat să-l lase pe frizerul său să vină să-l tundă, iar Carol nu a lăsat pe altcineva cu unelte de ras să se apropie de el

Carol a reînceput negocierile, care au avut loc la Newport în insula Wright. În 5 decembrie Parlamentul a votat cu 129 la 83 pentru continuarea negocierilor cu Carol, dar Oliver Cromwell și armata s-au opus oricăror discuții cu cel care era văzut ca un tiran sângeros și au luat măsuri pentru a-și consolida puterea. A fost o lovitură de stat militară. Carol a fost mutat la castelul Hurst la sfârșitul lui 1648 și apoi la castelul Windsor. După primul război civil, Parlamentul l-ar fi acceptat pe Carol rege acordându-i puteri și privilegii limitate, Camerele având mai multă putere. Dar Carol I a refuzat furios. Astfel a început cel de-al doilea război civil, văzut de conaționali ca o inutilă vărsare de sânge: nu mai avea nici o posibilitate să se întoarcă pe tronul celor trei regate. În ianuarie 1649 Camera Comunelor a aprobat o lege prin care se instituia o comisie care avea rolul de a-l judeca pe suveran. Ideea de a judeca un rege era nouă. Președinții celor trei instanțe de drept comun din Anglia, Henry Rolle, Oliver St. John, John Wilde s-au opus actului de inculpare ca fiind ilegal. Curtea de Justiție a stabilit ca 135 de comisari să-l judece pe rege și dacă va fi găsit vinovat să-l condamne. În istoria Angliei, unii suverani au abdicat sau au fost înlăturați, dar  niciunul nu fusese judecat în public. John Bradshow a fost președintele curții, iar John Cook Solicitor general avocat al acuzării. Procesul a început la 20 ianuarie la Westminster Hall. Comisarul a citit acuzația în care regele era prezentat ca un trădător al patriei, care a folosit puterea sa pentru interesele sale, nu pentru binele țării și inamic al păcii, fiind acuzat se toate incendierile, distrugerile, ororile cauzate de război. S-a estimat că aproximativ 300000 de persoane, 6% din populație a murit în timpul războiului. A așteptat răspunsul regelui. Carol a refuzat să răspundă acuzațiilor, spunând că nici o curte nu are dreptul să judece un suveran. El reținea că autoritatea îi fusese conferită de dumnezeu, nu de popor cum susțineau acuzatorii săi. În timpul procesului de fiecare dată când i s-a cerut să răspundă acuzațiilor, Carol a spus  aceleași cuvinte "Aș dori să știu de care autoritate legală am fost chemat aici". Regele nu recunoștea autoritatea Curții, dar tactica de a nu răspunde nu a funcționat, fiind luată ca o admisiune a vinovăției. La sfârșitul celei de-a treia zi, Carol a fost înlăturat și au fost audiați 30 de martori în lipsa lui. În 26 ianuarie Curtea l-a găsit vinovat de înaltă trădare împotriva poporului englez și a fost condamnat la moarte. A doua zi a fost adus în fața unei sesiuni publice a comisiei, declarat vinovat și condamnat. Cincizecișinouă de comisari au semnat condamnarea sa. În următoarele trei zile a fost dus la palatul St. James și apoi la palatul Whitehall. Aici a avut posibilitatea să-i vadă pe cei doi copii rămași în Anglia, Elisabeta și ducele de Gloucester, căruia i-a ordonat să nu accepte pentru nici un motiv să fie încoronat după moartea lui.

### Moartea regelui

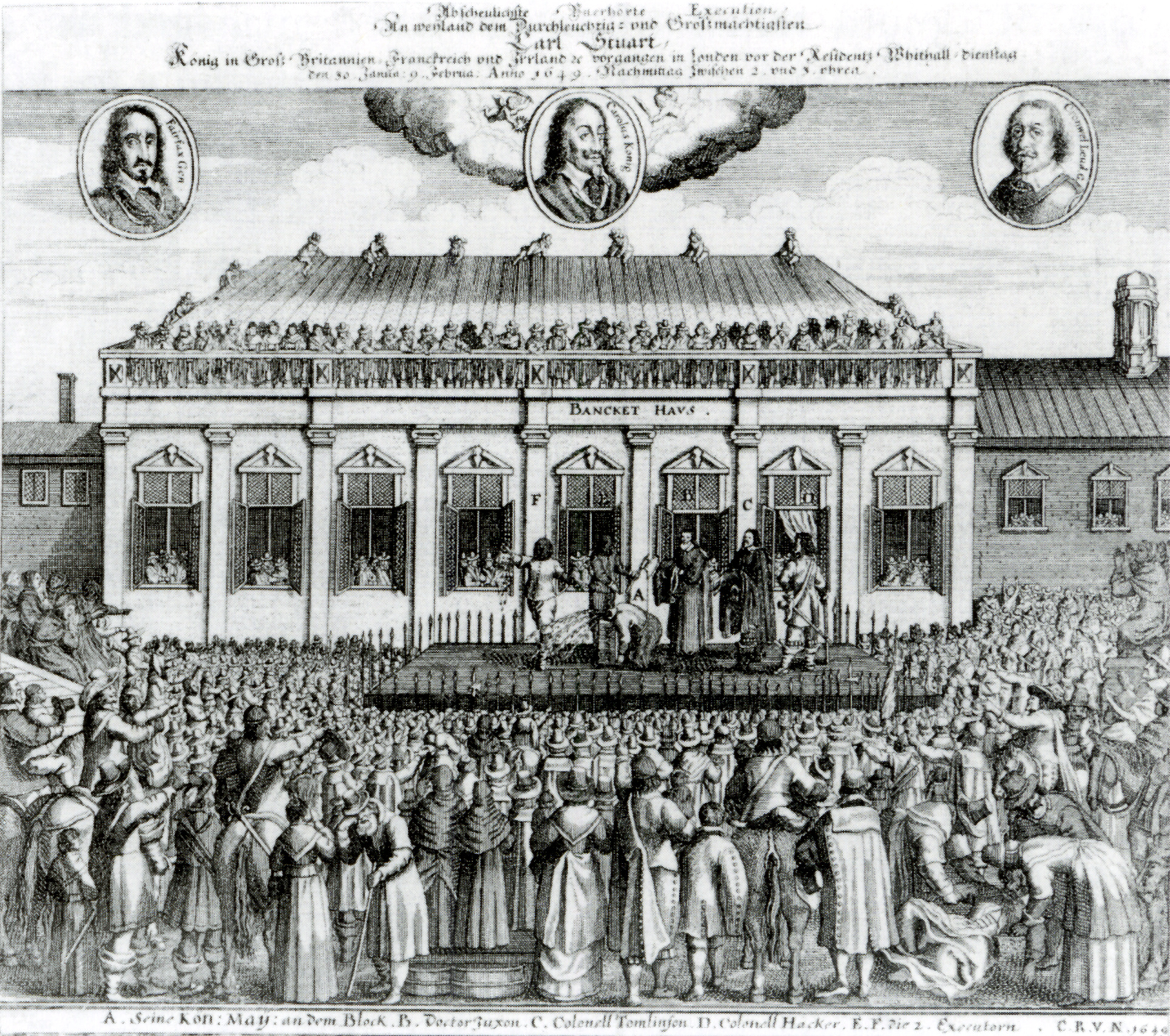
Execuția lui Carol I

Decapitarea lui Carol I a fost programată pentru marți 30 ianuarie 1649. Celor doi copii rămași în Anglia sub controlul parlamentarilor, le-a fost permis să-l vadă în 29 ianuarie. Și-au luat rămas bun în lacrimi. Se spune că suveranul s-a îmbrăcat cu două cămăși de bumbac, pentru a evita să tremure de frig, iar mulțimea să creadă că tremură de frică. A fost dus sub pază la castelul Whitehall, în fața căruia fusese ridicată o platformă pentru execuție. Un șir de soldați îl separa pe Carol de mulțime, așa că ultimele sale cuvinte au fost auzite doar de cei ce erau cu el pe eșafod Carol a crezut că soarta îl pedepsea pentru că lăsase ca fidelul său servitor Strafford să fie executat. La ora 14, după ce a spus o rugăciune, Carol și-a aplecat capul și călăul i l-a retezat cu o singură lovitură decisă. Ultimele sale cuvinte au fost "Trec de la o lume coruptibilă la una incoruptibilă, unde e pace, toată pacea posibilă". Philip Henry, care era prezent și a notat variatele faze ale execuției, a afirmat că o mulțime de persoane au trecut prin fața coșului în care era capul regelui, pentru a-și înmuia batistele albe în sângele său, începând astfel cultul regelui martir. Dar nici un alt cronist al epocii nu a povestit acest fapt, nici măcar Samuel Pepys. Și în zilele noastre se dezbate încă cine a fost călăul care l-a executat pe Carol I. Contemporanii neagă că s-ar fi tratat de Richard Brandon, călăul oficial al Londrei; se spune că ar fi refuzat chiar dacă ar fi primit 200 de sterline. Călăul a fost mascat și deghizat și chiar dacă după execuție era obiceiul să fie arătat mulțimii capul condamnatului cu cuvintele " Iată capul trădătorului", în acest caz călăul nu a spus nimic, poate pentru a nu-i fi recunoscută vocea. Examinarea trupului regelui în 1813, a arătat că gâdele a fost un expert în munca sa. Potențialii candidați au fost numeroși, dar adevăratul responsabil nu a fost individuat. Carol al II-lea când a devenit rege în 1660, a condamnat unsprezece persoane pentru moartea tatălui său, dar nici atunci nu a fost descoperită identitatea călăului. A doua zi după execuție, capul regelui a fost cusut de trup, îmbălsămat și pus într-un sicriu de plumb. Comisia a refuzat înmormântarea la Westminster Abbey.

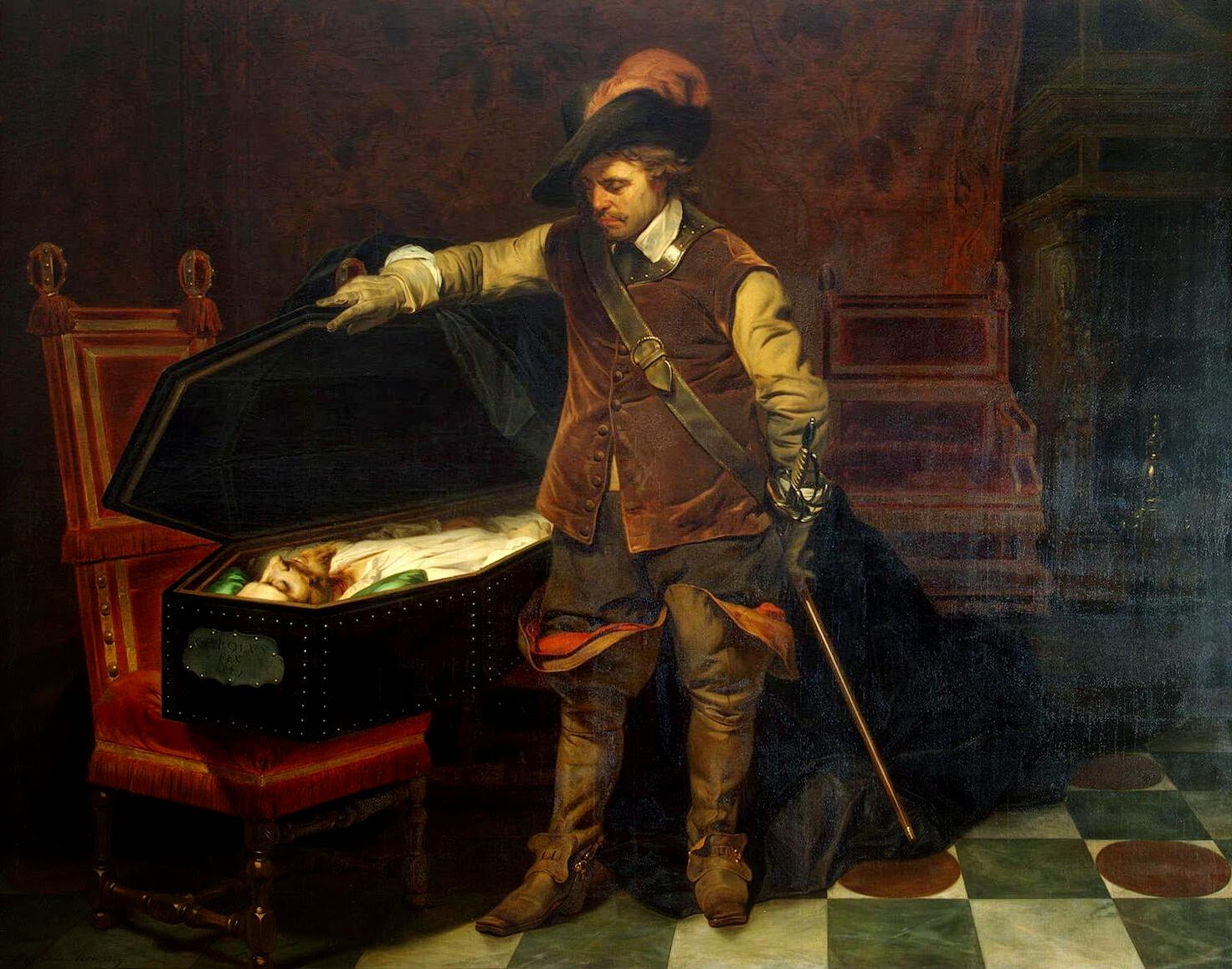
Oliver Cromwell la sicriul lui Carol I, de Hyppolite Delaroche

Cromwell, unul din cei mai mari antagoniști ai regelui, a permis înmormântarea cu o ceremonie privată. În noaptea de 7 februarie trupul regelui a fost dus la Windsor, iar în 9 februarie un grup restrâns de fideli l-au înmormântat la capela St. George de la castelul Windsor. Carol al II-lea a vrut să construiască un mauzoleu regal în onoarea tatălui la Hyde Park, Londra, dar nu a reușit. După moartea lui Carol I, puterea a trecut definitiv în mâinile Parlamentului Lung și apoi în mâinile lui Oliver Cromwell, care a fost ales Lord Protector . Doar în 1660, fiul cel mare a lui Carol, Carol al II-lea al Angliei, a reușit să urce pe tronul Angliei. La puțin timp după moartea lui Carol a apărut o cărticică despre care s-a crezut imediat că era o monografie a suveranului. Cartea, cu titlul grec Eikon Basilike (Portretul regelui) conținea o exaltare a regelui și a politicii sale. Unul din cei mai fideli adepți a lui Carol, William Levett, care l-a urmat până în ziua execuției, a mărturisit că-l văzuse pe Carol scriind cartea. Membrii Parlamentului iritați și speriați de difuzarea cărții, l-au însărcinat pe poetul și scriitorul John Milton să scrie o carte cu subiect contrar monografiei, intitulată tot în greacă Eikonoklastes (Iconoclastă).

## Carol I și artele

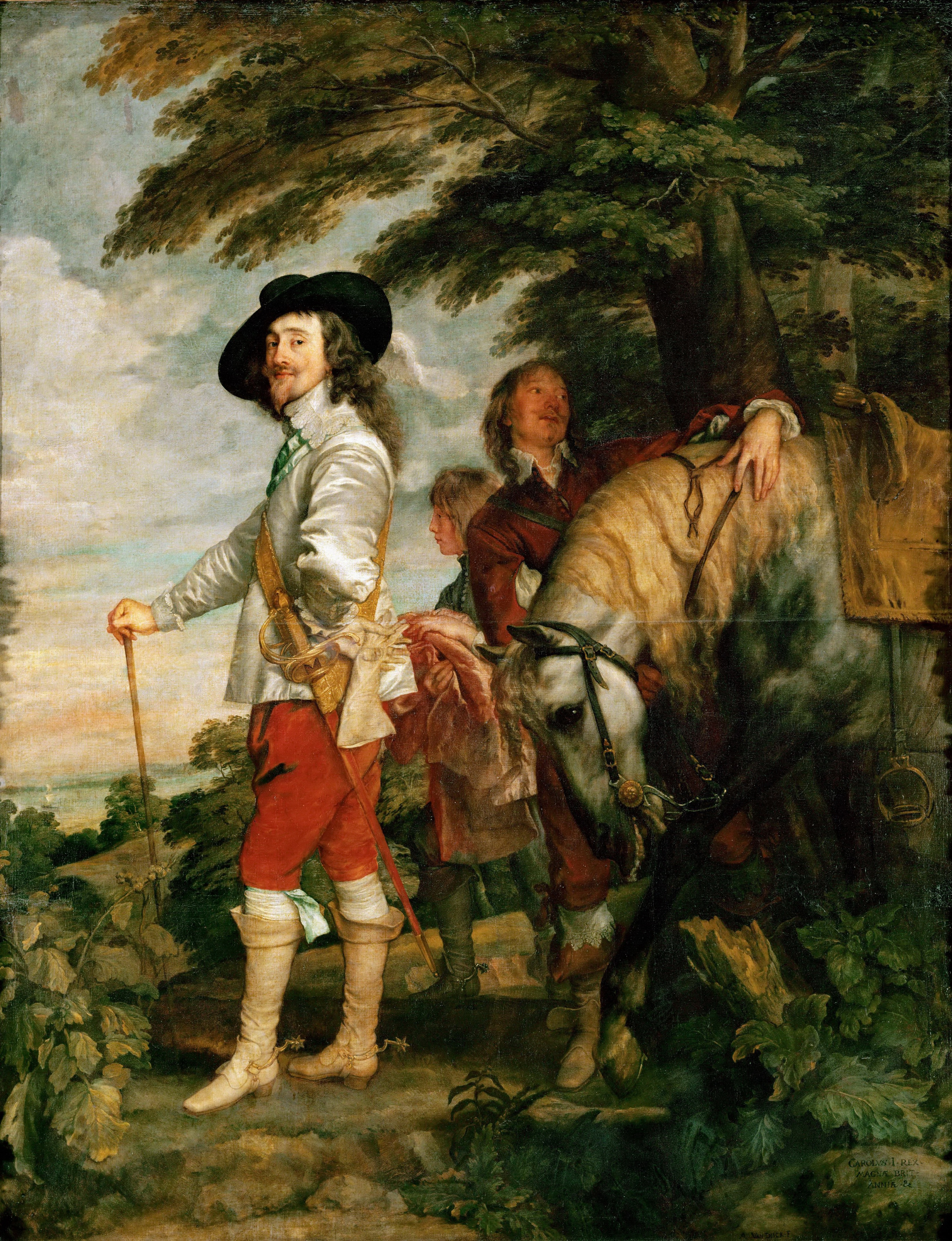
Carol pictat de Van Dyck în celebrul tablou Le Roi à la chasse

Carol a fost un mare patron al artelor: a iubit artele atât de mult, încât colecția sa este una din cele mai bogate și admirate din Europa. Era un mare cunoscător, în special a Renașterii italiene: pictorul lui favorit era Tițian, posedând multe din picturile lui, cumpărate de comisarii săi la Veneția. La curtea sa se aflau numeroși artiști, care s-au dedicat portretizării sale, a familiei sale și a nobililor de la curte. A încercat să aducă la Londra artiști care pe vremea aceea aveau faimă internațională precum Pieter Paul Rubens și Frans Hall, fără să reușească. Dar a avut mai mult noroc cu Orazio Gentileschi și fiica acestuia Artemisa, și cu artistul flamand Antoon van Dyck care a devenit pictorul său preferat. După ce a fost contactat de Endymion Porter, delegatul regelui, Van Dyck a venit la Londra unde a primit de la suveran mari privilegii; când artistul s-a aflat pe patul de moarte (1641), Carol a oferit 1500 de sterline medicului care ar fi reușit să-i salveze viața. A încercat să-l aducă la curtea sa și pe Gian Lorenzo Bernini, dar artistul care nu a părăsit niciodată Roma, a refuzat acceptând totuși să îi facă un bust regelui. Carol este amintit și pentru că a cumpărat pentru o cifră de nimic faimoasa pinacotecă a dinastiei Gonzaga din Mantova din mâinile lui Vincenzo al II-lea de Gonzaga, al VII-lea duce de Mantova. Colecția cuprindea opere de Tițian, Coreggio, Rafael, Caravaggio, Del Sarto și Mantegna. Colecția lui Carol cuprindea opere de Da Vinci, Bernini, Bruegel, Tintoretto, Veronese, Dürer și Rembrandt. După moartea regelui, colecția care s-a estimat că cuprindea 1760 de picturi a fost dezmembrată. Numeroase opere au fost vândute de Parlament, altele Cromwell a preferat să le țină pentru camerele sale. Cei mai importanți cumpărători au fost Cardinalul Mazarin, a cărui colecție s-a unit apoi cu cea a lui Ludovic al XIV-lea și Filip al IV-lea al Spaniei. Portretistul oficial a lui Carol a fost Van Dyck. Elevul lui Rubens a lăsat numeroase lucrări:
- Carol I cu uniforma Ordinului Jartierei, 1632
- Triplu portret a lui Carol I, 1635
- Portret a lui Carol I la vânătoare, 1635
- Carol I călare, 1636
- Portret a lui Carol I cu M. de Saint-Antoine maestrul său de echitație,1636
- Carol I în veșminte regale, 1636
- Carol I călare, 1638

La moartea lui Van Dyck a fost înlocuit de Peter Lely, activ mai ales sub Carol al II-lea al Angliei. Maestrul olandez a lăsat un portret cu fiul său Iacob
- Carol I cu fiul său Iacob, duce de York

Un alt pictor de școală flamandă a fost Daniel Mytens, activ deja pe vremea lui Iacob I. Între numeroasele tablouri pictate de acesta, cel mai cunoscut este
- Carol I rege al Angliei.

Când Van Dyck a ajuns la Londra, a înțeles că nu  putea concura cu el și a decis să se retragă. În tinerețe, Carol a fost pictat de mai multe ori de Robert Peake, pictor oficial la curtea lui Elisabeta I și apoi la curtea lui Iacob I
- Carol duce de York și Albany
- Prințul Carol

## Regele martir

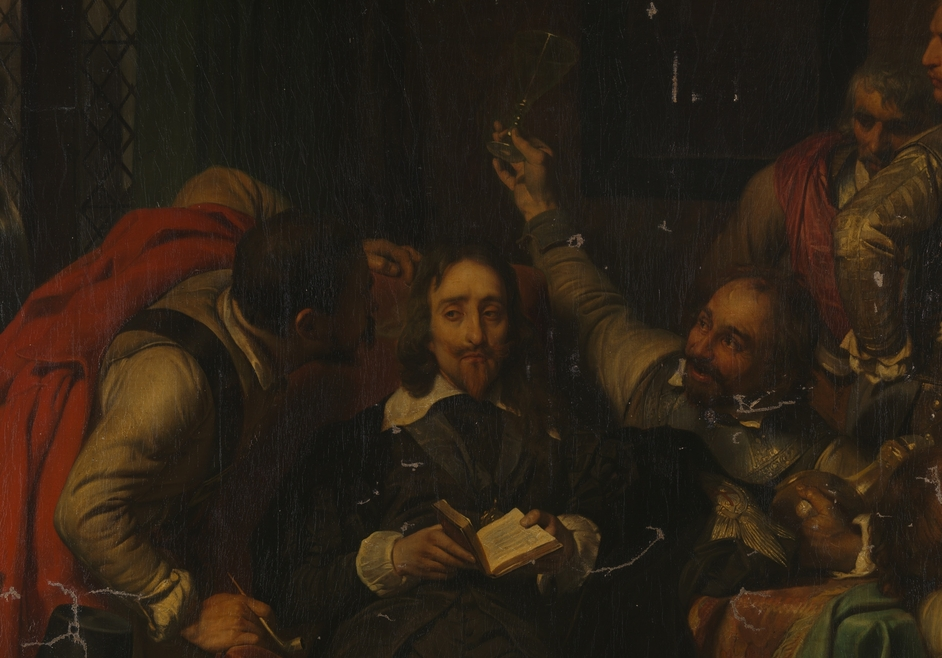
Carol I insultat de soldații lui Cromwell, pictură de Delaroche

După căderea lui Richard Cromwell și a Commonwealthului și urcarea pe tron a lui Carol al II-lea, figura lui Carol I a fost complet reabilitată. Noul suveran a decis să-și cinstească tatăl prin instituirea unei zile comemorative. A fost aleasă data decapitării lui Carol I 30 ianuarie. Ziua a fost inserită în Book of Common Prayer și Carol a fost venerat ca un sfânt și martir de către Biserica Anglicană. În timpul domniei reginei Victoria  (1837-1901), această zi comemorativă a fost abolită la cererea populației. Astăzi, 30 ianuarie în Regatul Unit este o sărbătoare minoră. Sunt multe biserici dedicate lui Carol rege și martir în  Anglia, Canada, Australia și Statele Unite. În 1894 a fost instituită o societate în memoria lui Carol I Society of King Charles Martyr (Societatea Regelui Carol Martirul) la inițiativa doamnei Greville-Negent în colaborare cu Fr. James Fish rector al bisericii St. Margaret Pattens. Obiectivele societății erau restabilirea cultului lui Carol I, reintroducerea în Book of Common Prayer a zilei de 30 ianuarie în memoria regelui, ca zi de sărbătoare a Bisericii Anglicane. Carol este considerat de mulți un martir pentru că a fost decapitat de membri Parlamentului pe motive nefondate (vina sa a fost dedusă din refuzul său de a răspunde) și pentru apărarea puternică a adevăratei religii anglicane, pe toată durata domniei sale.

## Căsătoria

Henrietta Maria soția lui Carol I, portret de Van Dyck

În anii 20 Iacob I începuse tratativele cu Filip al III-lea al Spaniei pentru unirea copiilor lor Carol prinț de Galles și infanta Maria Ana. În 1623, pentru a completa acordul, l-a trimis pe Carol însoțit de Ducele de Buckingham la Madrid. Ajunsă la Madrid, delegația engleză a fost primită la curtea Spaniei cu toate onorurile, dar în scurt timp tratativele au precipitat. Noul papă Urban al VIII-lea, nu vedea cu ochi buni uniunea fiicei suveranului catolic al Spaniei cu prințul de credință protestantă. Astfel pentru a nu nemulțumi Sfântul Scaun, Filip al III-lea l-a anunțat pe Carol că pentru a se căsătorii cu fiica sa, va trebui să se convertească la religia romano-catolică. Cum era de așteptat, Carol a refuzat și delegația a părăsit Spania. Înainte de întoarcerea în patrie, Carol s-a oprit la Paris, la curtea tânărului Ludovic al XIII-lea al Franței. Aici o cunoaște pe sora lui Ludovic, Henrietta Maria. După falimentul tratativelor cu Spania, Carol a început tratativele pentru a se căsătorii cu tânăra prințesă. Puțin mai târziu, la 1 mai 1625 cei doi s-au căsătorit prin procură. Poporul englez chiar dacă nu-i iubea pe francezi, sărbătorea. Contemporanii o socoteau pe prințesă atrăgătoare. Iată ce spunea despre ea Van Dyck: "Avem acum o nouă, nobilă regină a Angliei, care cu adevărata ei frumusețe este cu mult superioară atât de curtate infante. Această fiică a Franței, cea mai tânără floare de Bourbon, are un aspect mai frumos și mai proaspăt, părul castaniu deschis, ochi care strălucesc ca stelele." Când s-a căsătorit cu Carol, Henrietta Maria era foarte tânără având cinsprezece ani. Catolică convinsă, în prima perioadă a căsătoriei nu a avut un raport prea bun cu soțul său. Dar după câțiva ani, între ei s-a instaurat un raport, dacă nu de dragoste, cel puțin de sinceră afecțiune. Henrietta i-a dat lui Carol nouă fii, dintre care cinci i-au supraviețuit tatălui. Când a izbucnit Războiul civil, Henrietta a fugit la curtea nepotului Ludovic al XIV-lea, unde mai târziu au ajuns și Anne Henrietta, Carol și Iacob. Henrietta a murit în 1669 în Franța.

## Copii

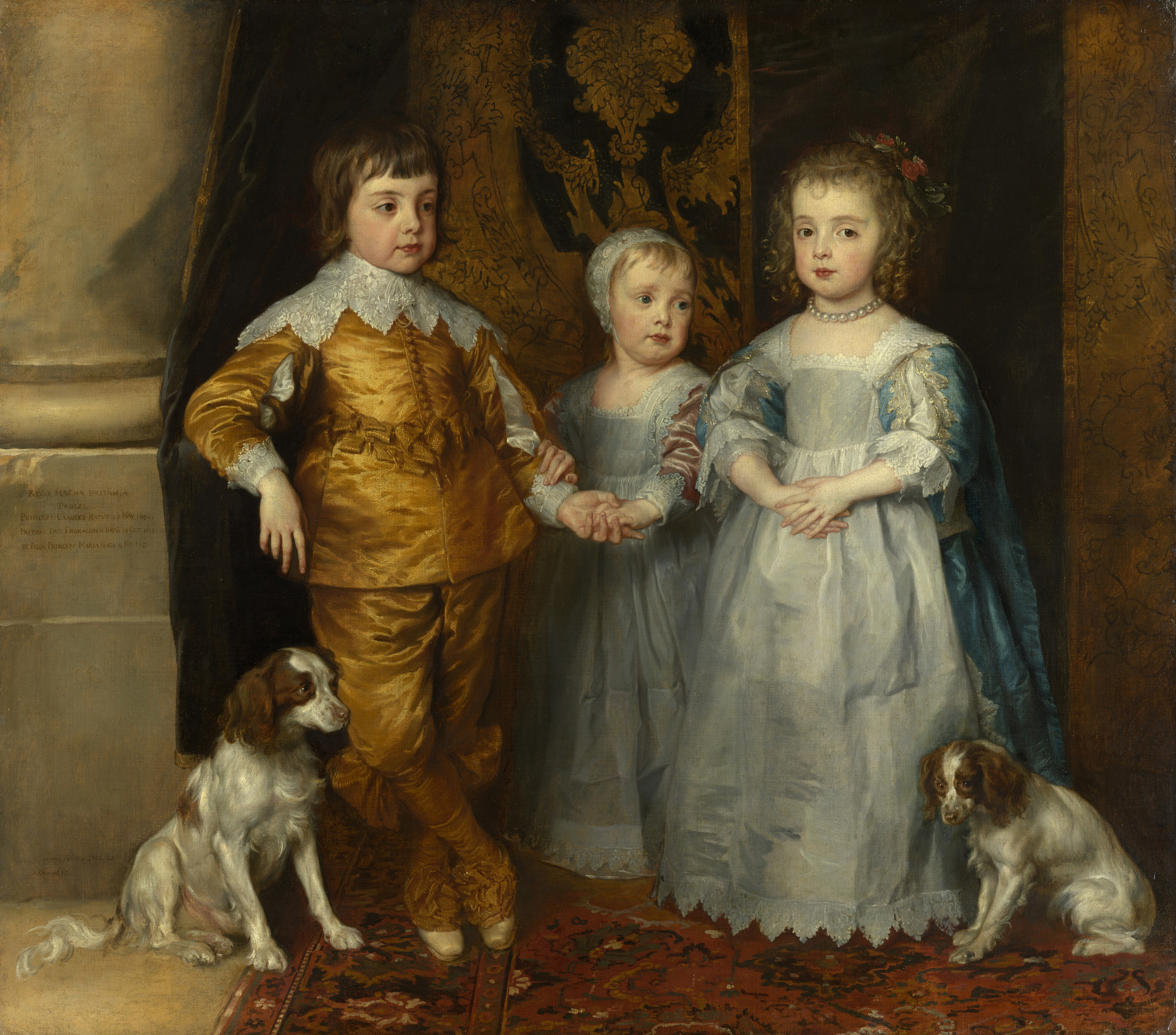
Copiii lui Carol I, Carol, Iacob, Maria de Antoon van Dyck

Carlos, impreuna cu soția sa, Henrietta Maria a Franței, au avut 9 copii dintre care doar 5 au supraviețuir după naștere.
- Carol Iacob, Duce de Cornovaglia (n.13 martie 1629) .A  murit  la naștere.
- Carol al II-lea, Rege al Angliei (n. 29 mai 1630 - d. 6 februarie 1685). A fost mostenitorul tatălui sau, insă după ce a devenit regel acesta nu a produs niciun copil legitim.
- Mary, Prințesă Regală și Prințesă de Orania (n. 4 noiembrie 1631 - d.24 decembrie 1660 ).S-a căsătorit cu William al II-lea, Prinț de Orange în 1648; Au avut un baiat, viitorul rege William III al Angliei.
- Iacob al II-lea, Rege al Angliei (n. 14 octombrie 1633 - d. 16 septembrie 1701) .A moștenit tronul, deoarece fratele său mai mare nu a avut niciun copil cu sotiă sa.
- Elisabeta Stuart (n. 29 decembrie 1635 - d. 8 septembrie 1640).A murit la 14 ani
- Anna Stuart (n. 17 martie 1637 - d. 8 decembrie 1640). A murit la 3 ani
- Caterina Stuart (n. 29 ianuarie 1639). A murit la naștere.
- Henry Stuart, Duce de Gloucester ( n. 8 iulie 1640 - d. 18 septembrie 1660.) A murit la 20 de ani de variolă.
- Anne Henrietta a Angliei, Ducesă de Orléans (n. 16 iunie 1644 - d. 30 iunie 1670l. S-a căsătorit cu prințul francez Filip I, Duke de Orleans în 1661; au avut copii.

## Carol I în literatură
Ultimile zile a lui Carol I și sfârșitul, sunt prezentate în romanul lui Alexandre Dumas tatăl,  După douăzeci de ani, continuare a celebrului roman Cei trei mușchetari.

## Memorie
În onoarea lui Carol I a fost numit Cape Charles care formează partea nordică a intrării în  strâmtoarea Chesapeake, care comunică cu Oceanul Atlantic pe coasta orientală a Statelor Unite ale Americii în Virginia.

## Titluri, onoruri și arme

Stema de arme ca Prinț de Wales
Stema de arme ca regele Carol I
Stema de arme ca regele Carol I în Scoția